# Urayasu
Urayasu (浦安市, Urayasu-shi) är en stad i den japanska prefekturen Chiba på den östra delen av ön Honshu. Den har cirka 160 000 invånare på 17 km², vilket gör den till den till ytan minsta staden i prefekturen. Staden är belägen strax öster om Tokyo, vid Tokyobuktens kust, och ingår i denna stads storstadsområde. Urayasu fick stadsrättigheter 1 april 1981. Tokyo Disney Resort ligger i staden.